# 大宝地震
大宝地震（たいほうじしん）は飛鳥時代終盤に近畿地方北部で発生した大地震である。『続日本紀』に記述されている地震としては最古のもので、古記録の解釈にも諸説ある歴史地震である。震源は判明していないが、現在の京都府を中心とした日本海側の地域に津波の伝承が残っている。
この地震の17年前には南海トラフ巨大地震と推定される白鳳地震が発生している。

## 地震の記録
大宝元年3月26日（ユリウス暦701年5月8日、グレゴリオ暦5月12日）、丹波国（後に丹後国に分国、現:京都府北部）で大地震が発生し、三日に渡って揺れがあったという。
- 『続日本紀』巻二

また『丹後風土記残欠』の記述から、この地震により若狭湾内の凡海郷（おふしあまのさと、東西2.4km、南北6.4km）が一夜にして山頂を残して没し、これが現:舞鶴市沖の冠島および沓島であると考えられた。
- 『丹後風土記残欠』

しかし、この『丹後風土記残欠』は江戸時代に作成された偽書である可能性も指摘され、60m以上の地殻変動を必要とする冠島の沈降は地学的にも疑問視されている。
一方でこの凡海郷は冠島ではなく、丹後国加佐郡の郷の一つであり、由良川河口付近の神崎村および由良村などに相当するとされ、また大浦半島も含めた加佐郡の沿岸部の集落を指していたものと推定されている。
- 『縁城寺年代記』

本地震の震源断層や、その被害状況ははっきりしないが、若狭湾を襲った歴史津波の検討候補ともされている。
河角廣は規模 MK = 4.3を与え、マグニチュードは M = 7.0 (M = 4.85 + 0.5 MK)に換算されていたが、宇津(2001)や宇佐美(2003)はマグニチュードの値を示していない。

## 大宝地震大津波の伝承

### 波せき地蔵堂（京都府宮津市大垣）
標高約40m。大宝地震大津波の災害記念碑。籠神社の奥宮である真名井神社への参道の途中にある。大宝元年3月26日（ユリウス暦701年5月8日、グレゴリオ暦701年5月12日）に発生した大宝地震大津波の際、この地点まで遡上したとの伝承がある。また、地蔵の側の案内板には以下のような記述がされている。

### 荒塩神社（京都府京丹後市大宮町周枳）

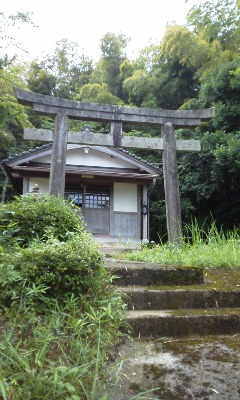
荒塩神社の全景

鳥居の標高約60m。日本海から内陸へ12.8km。

### 干塩稲荷神社（京都府京丹後市大宮町三坂）

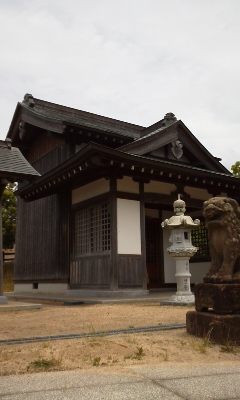
干塩稲荷神社

現在の神社の標高約70m。日本海から内陸へ13.4km。「ひしおいなりじんじゃ」と読む。

### 鯨（京都府京丹後市大宮町口大野）

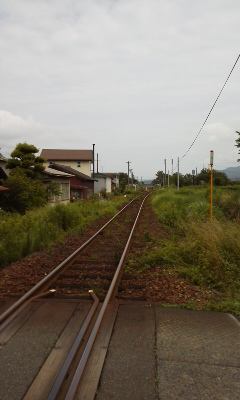
鯨踏切より丹後大宮駅方向の画像

標高約40m。日本海から内陸へ13.4km。鯨とは京都府京丹後市大宮町口大野にある小字の名前である。鯨の名前の由来は「大昔に大津波が来て、水が引いた後その場所に鯨が横たわっていたから」。京都丹後鉄道宮豊線の京丹後大宮駅の南側にある踏切は、鯨踏切という名前である。

### 塩境（京都府京丹後市大宮町奥大野）

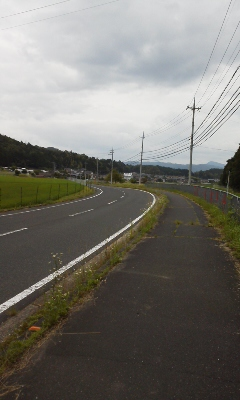
塩境の全景

標高約60m。日本海から内陸へ14.7km。緯度経度は、北緯35度33分36秒 東経135度4分58秒付近。「しおざかい」と読む。塩境とは京丹後市大宮町奥大野にある地名。名前の由来は、竹野川を遡った津波がここまで来たから。地形は峰山盆地が支流の上流でいったん閉じた峡の形で、現在では、京都府道76号野田川大宮線がそばに通っていて、リサイクル工場がそばにある。もし津波が北の日本海からここまで来たのが事実ならば、峰山盆地のほぼ全体が水の底に沈んだことになる。

### 田井（京都府宮津市字田井）
田井とは、宮津湾の栗田半島にある集落。大宝地震大津波の時に村が全て流されて無くなったとの伝承がある。

## 発掘調査
京都府埋蔵文化財調査研究センターによる調査から、京都府舞鶴市の志高遺跡において、五千数百年前の砂脈に加え、弥生時代から奈良時代初期と推定される土層を引裂く最大幅20cmの砂脈の層に奈良時代後半の土層が覆われていた。また京都府綾部市の青野西遺跡では古墳時代前期頃の竪穴建物と埋土を引裂く最大幅50cmの砂脈が平安時代の建物の柱穴によって貫かれていた。これらの砂脈は何れも8世紀の年代の地震痕と推定される。どちらも由良川の岸である。